# Biblioteca del Museo civico di storia naturale di Milano
La Biblioteca del Museo civico di storia naturale e dell'Acquario Civico di Milano è una biblioteca civica del Comune di Milano con sede al quarto piano del Museo civico di storia naturale di Milano e conserva la più ampia raccolta di materiali librari sulle scienze naturali in Italia.

## Storia
La biblioteca venne costituita unitamente al museo di storia naturale di Milano nel 1838, acquisendo i volumi e gli opuscoli appartenuti al botanico Giorgio Jan ed al geologo Giuseppe De Cristoforis, fondatori delle collezioni.
A tale cospicuo nucleo, formato da circa 1 500 volumi, vennero ad aggiungersi dieci anni dopo i libri appartenuti al naturalista Carlo Porro, in materia di malacologia.
Nel 1856 pervenne in dono « la raccolta libraria dell'entomologo e naturalista Carlo Bassi (…), in massima parte riguardante studi sui Coleotteri ».
Nel 1882 arrivò per lascito testamentario la libreria personale dell'ex direttore del Museo Emilio Cornalia, «composta da circa 1 500 volumi e 4 500 opuscoli di interesse zoologico ed entomologico».
Un altro buon apporto di testi di argomento malacologico (relativo allo studio molluschi) ed entomologico (relativo allo studio degli insetti) si ebbe tre anni dopo, con l'arrivo della raccolta libraria dei fratelli Antonio e Giambattista Villa.
Nel 1913 pervennero i volumi della biblioteca del Museo mineralogico Borromeo, e pochi anni dopo la raccolta libraria personale dell'ittiologo Cristoforo Bellotti, e quella del naturalista Ferdinando Sordelli.
Seguirono nel 1928 l'importante acquisto della libreria dell'entomologo Mario Bezzi e, nel 1936, quella dell'entomologo Antonio Curò, specializzata in Lepidotteri.
Nel 1938 arrivarono pure «i volumi di argomento naturalistico, molti dei quali di notevole valore, appartenuti al mecenate Marco De Marchi», e quelli costituenti la biblioteca del Museo entomologico "Pietro Rossi" di Duino.
Allo scoppio della Seconda guerra mondiale, parte del patrimonio fu prudenzialmente trasferito a Minoprio, ciò che non impedì, a seguito del bombardamento dell'agosto 1943, la distruzione di molte opere che non erano state messe al sicuro.

Carlo Alzona, uno degli studiosi le cui raccolte sono nella biblioteca

Ad incrementare ulteriormente la consistenza della biblioteca arrivarono negli anni successivi importanti lasciti od acquisti, come quelli relativi alle raccolte del collezionista Vittorio Ronchetti (1944), dello zoologo Bruno Parisi (1951), dell'industriale Ferdinando Solari (1958), del paletnologo Carlo Maviglia (1966), del malacologo Carlo Alzona (1971), della Civica Siloteca Cormio (1971), dell'ornitologo Giuseppe Gnecchi Ruscone (1971), del botanico Carlo Stucchi (1975), dell'ornitologo Edgardo Moltoni (1980), del Civico planetario di Milano "Ulrico Hoepli" (1981), del paletnologo Ottavio Cornaggia Castiglioni (1981), dell'entomologa Delfa Guiglia (1984), del medico Cesare Nielsen (1987), del mineralogista Gustavo Fagnani (1988), della zoologa Paola Manfredi (1990), del filosofo della scienza Ludovico Geymonat (2004).
Nel 2015 l'Amministrazione comunale ha deciso l'assorbimento della Biblioteca dell'Acquario Civico nel patrimonio della Biblioteca del Museo di Storia Naturale, rinominando quest'ultima Biblioteca del Museo di Storia Naturale e dell'Acquario Civico di Milano.

## Patrimonio
Attualmente la Biblioteca, diretta da Paola Livi, conserva più di 140 000 unità librarie, oltre a 2 400 periodici provenienti da tutto il mondo, di cui oltre 1000 correnti.
Il patrimonio storico è in buona parte frutto del versamento di interi fondi librari di studiosi e istituzioni scientifiche italiane. Non poche sono le biblioteche di studio legate alle collezioni naturalistiche conservate nel Museo di Storia Naturale, spesso integrate da carteggi scientifici che costituiscono nel loro insieme un corpus documentario di notevole rilevanza storica oltre che scientifica.
La biblioteca conserva un fondo di libri antichi e rari che testimonia l’evoluzione tipografica del libro naturalistico, dai primi incunaboli quattrocenteschi alle edizioni di grande formato e riccamente illustrate del XIX secolo.
Il Museo di Storia Naturale e la Società Italiana di Scienze Naturali pubblicano quattro testate scientifiche grazie alle quali, a partire dal secondo Ottocento, è attiva una rete di scambi di periodici che ha consentito la costituzione di una collezione di riviste provenienti da musei, società naturalistiche, università di tutto il mondo. I titoli sono circa 700.
L’interesse per la storia della scienza, presente nel Museo fin dagli anni ’80 del secolo scorso, ha portato all'acquisizione della Biblioteca dell’Istituto Geymonat per la storia e la filosofia della scienza e dell’archivio personale del filosofo Ludovico Geymonat.
I fondi speciali comprendono archivi e carteggi, la raccolta dei cataloghi storici delle collezioni museali, una raccolta di stampe antiche sull’Africa donata nel 2004 dal Centro Studi Archeologia Africana, la parte storica del fondo fotografico del Museo di Storia Naturale.

## Bibliografia

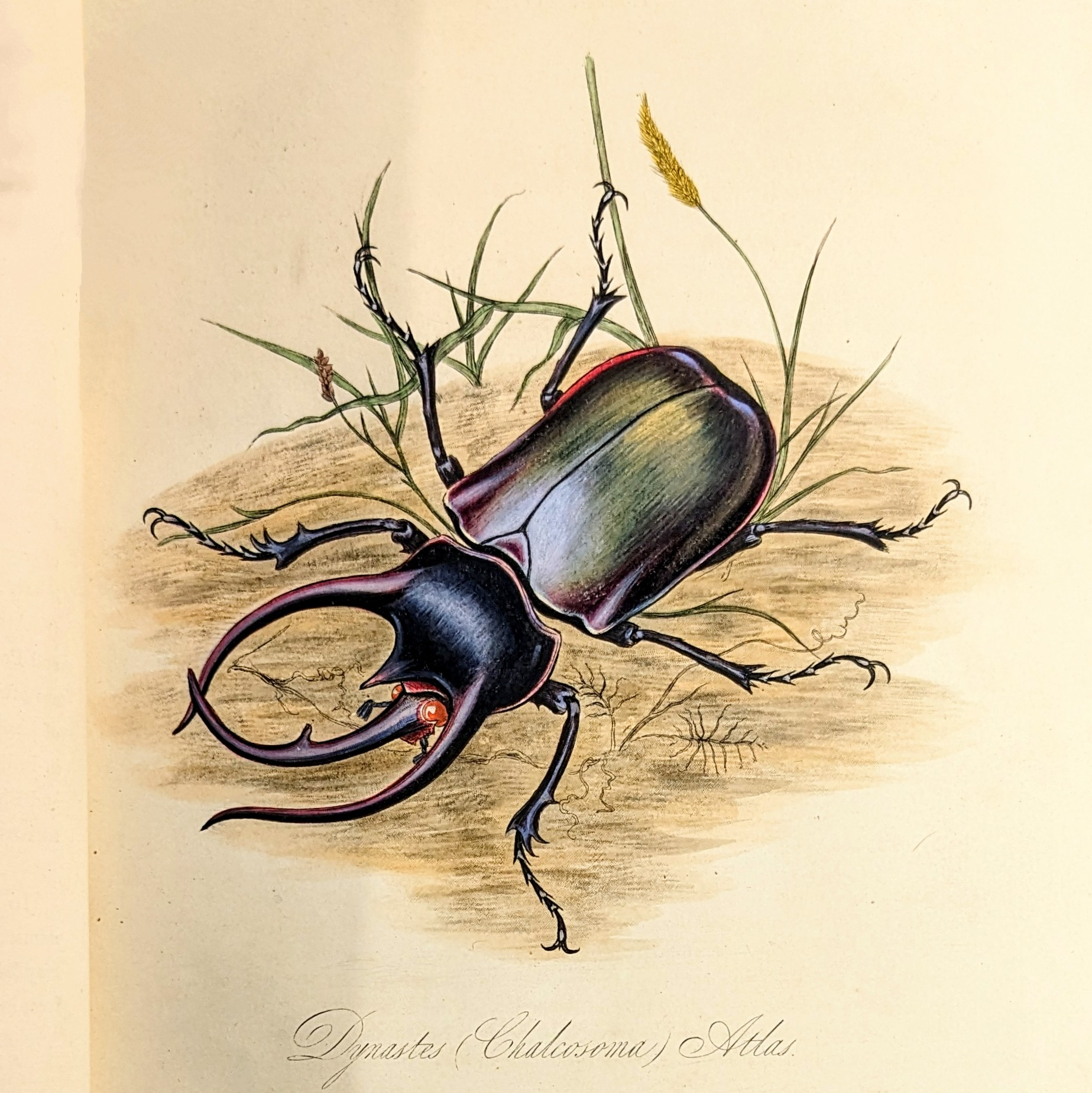
Illustrazione di coleottero dalla tavola a colori del libro:Natural history of the insect of India,containing upwards of two hundred and twenty figures and descriptions" of Edward Donovan, 1842, London, H.G. Bohn, conservato nel museo